# Clitellaria orientalis
Clitellaria orientalis är en tvåvingeart som först beskrevs av Lindner 1951.  Clitellaria orientalis ingår i släktet Clitellaria och familjen vapenflugor. Inga underarter finns listade i Catalogue of Life.